# Ranunculus yunnanensis
Ranunculus yunnanensis là một loài thực vật có hoa trong họ Mao lương. Loài này được Franch. miêu tả khoa học đầu tiên năm 1885.